# Canicola

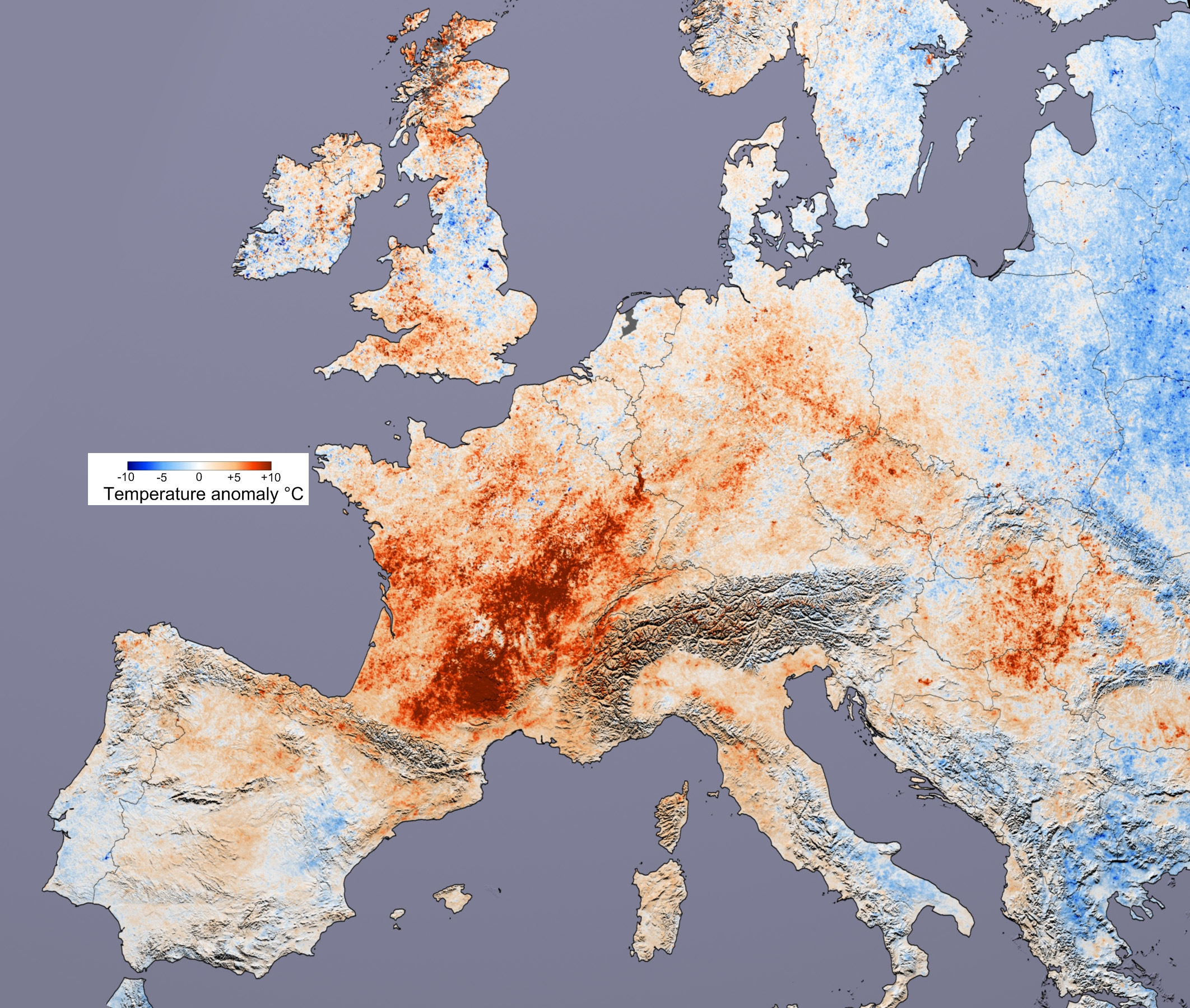
Carta europea delle variazioni di temperatura rispetto alla norma durante la canicola del 2003

La canìcola (o solleone) rappresenta il periodo più caldo dell'anno, concentrato nell'emisfero boreale tra la fine di luglio e la fine di agosto.

## Definizione
Il nome deriva dal latino canicula ("piccolo cane") e indica la stella che sorge e tramonta con il Sole (levata eliaca) dal 24 luglio al 26 agosto (il periodo appunto della "canìcola"). Il nome della costellazione deriva probabilmente dagli antichi Egizi, in quanto avvertiva (come un cane vigile) l'arrivo del periodo delle inondazioni del Nilo.
Nel Medioevo essa incominciava il 25 luglio, festa di san Cristoforo e terminava il 24 agosto. Questo periodo dell'anno aveva una particolare attrazione simbolica nella cultura popolare: per esempio vi cadeva la festa di san Guinefort, il santo cane. Il forte simbolismo di questo periodo era derivato da varie credenze: si pensava per esempio che la presenza di Sirio nel cielo fosse la causa della calura, sommandosi il suo calore a quello del sole; aveva risvolti malefici per il "surriscaldamento del sangue" che facilitava le malattie, in realtà causate dall'aumento delle zanzare malariche. Il caldo canicolare influenzava, sempre secondo le credenze medievali, anche la riuscita di alcune ricette tecniche, per cui era il periodo propizio per procurarsi alcuni ingredienti e lavorarli adeguatamente per ottenere particolari sostanze.